# Meromyza femorata
Meromyza femorata är en tvåvingeart som beskrevs av Macquart 1835. Meromyza femorata ingår i släktet Meromyza och familjen fritflugor. Inga underarter finns listade i Catalogue of Life.